# سيناريوهات كارثية عالمية
تستعرض هذه المقالة السيناريوهات التي تؤدي إلى خلق أضرار ناجمة عن أخطار كارثية عالمية. تندرج بعض مصادر الأخطار الكارثية تحت فئة الأخطار بشرية المنشأ على غرار الاحتباس الحراري والتدهور البيئي والجوائح المفتعلة والحرب النووية. وبالمقابل تعد بعض الأخطار غير بشرية أو طبيعية المنشأ على غرار التصادمات النيزكية أو البراكين الهائلة. يتفاوت أثر هذه السيناريوهات تفاوتًا واسعًا وذلك اعتمادًا على مسبب الحدث وشدته والذي قد يتراوح من اختلال اقتصادي وصولًا إلى انقراض البشر. وبالفعل فقد حدثت العديد من الانهيارات المجتمعية على مر التاريخ البشري.

## أخطار بشرية المنشأ
يميل الخبراء في معهد مستقبل البشرية التابع لجامعة أوكسفورد ومركز دراسة المخاطر الوجودية التابع لجامعة كامبريدج إلى إعطاء المخاطر بشرية المنشأ الأولوية على المخاطر طبيعية المنشأ وذلك نظرًا للاحتمالية التقديرية الأعلى بكثير لحدوث الفئة الأولى. يولي هؤلاء الخبراء اهتمامًا خاصًا بالمخاطر التي تشكلها التقانات المتقدمة من قبيل الذكاء الاصطناعي والتقانة الحيوية وبالتالي ينصب تركيزهم عليها.

### الذكاء الاصطناعي
يمكن لصناع كيان فائق الذكاء أن يزودوه عن غير قصد بالغايات التي تمكنه من إبادة الجنس البشري. كذلك اقتُرح أن أنظمة الذكاء الاصطناعي قد تقدِم على اتخاذ إجراءات يستحيل توقعها أو التفوق على البشرية في حال أصبحت فائقة الذكاء بصورةٍ سريعة. طبقًا للفيلسوف نيك بوستروم فمن الممكن أن يكون أول شكل من أشكال الذكاء الفائق قادر على تحقيق أي نتيجة محتملة يراها في تقديره بالإضافة إلى إحباط أي محاولة تثنيه عن إحراز أهدافه. لذلك فقد يشكل الذكاء الفائق غير الآبه بالبشرية خطرًا في حال اعتبر أن البشر كانوا يمثلون عقبة في سبيل مآربه الأخرى غير المرتبطة. يعرّف بوستروم هذا الأمر في كتابه «الذكاء الفائق» تحت تسمية مشكلة التحكم. كرر كل من عالم الفيزياء ستيفن هوكينغ ومؤسس مايكروسوفت بيل غيتس ومؤسس سبيس إكس إيلون ماسك هذه المخاوف. توقع هوكينغ أن وجود ذكاء اصطناعي مماثل لذلك يمكن أن «يعني نهاية الجنس البشري».
استضافت جمعية النهوض بالذكاء الاصطناعي مؤتمرًا في عام 2009 من أجل مناقشة ما إذا كانت الحواسب والروبوتات قادرة على إحراز أي شكل من أشكال الاستقلالية وإلى أي مدى يمكن أن تشكل هذه القدرات تهديدًا أو خطرًا. أشار المشاركون إلى حقيقة اكتساب بعض الروبوتات أشكالًا متنوعة من الاستقلالية شبه الذاتية ومن بينها قدرة العثور على مصادر الطاقة بأنفسهم والقدرة على تحديد الأهداف باستقلالية ومهاجمتها بالأسلحة، وتمتع بعض الفيروسات الحاسوبية بالقدرة على التنصل من الحذف محققةً ما أطلقوا عليه اسم «الذكاء الصرصوري». وأشاروا إلى أن الإدراك الذاتي -على غرار ذلك المصور في الخيال العلمي- كان غير مرجح الحدوث، ولكن هناك عدة مخاطر ومهاوي أخرى محتملة. أشارت عدة مصادر إعلامية ومجموعات علمية مختلفة إلى وجود مجموعة من الاتجاهات المنفصلة في مجالات مختلفة والتي قد يؤدي اجتماعها معًا إلى استقلالية أكبر ووظائف روبوتية أكثر وهو ما يمثل أحد المخاوف الجوهرية.

### التقانة الحيوية
يمكن أن تشكل التقانات الحيوية خطرًا كارثيًا عالميًا من خلال الكائنات المعدلة حيويًا (سواء أكانت فيروسات أو جراثيم أو فطريات أو حيوانات). إذ تحمل هذه الكائنات في كثير من الحالات عوامل ممرضة للإنسان أو الماشية أو المحاصيل أو غيرها من الكائنات الحية الأخرى التي نعتمد عليها (مثل المؤبرات أو الجراثيم المعوية). ومع ذلك، يشكل أي كائن قادر على الإخلال بوظائف النظام البيئي إخلالًا كارثيًا (مثل الحشائش شديدة التنافسية التي تتفوق على المحاصيل الأساسية من ناحية العدد) خطرًا تقانيًا حيويًا.
يمكن أن تقع كارثة تقنية حيوية نتيجة الإطلاق غير المقصود لكائن معدل وراثيًا من بيئة محكومة أو عن طريق الإطلاق المخطط لكائن كهذا حين يتبين في ما بعد أن إطلاقه أدى إلى حصول تفاعلات غير متوقعة وكارثية مع الأنظمة البيئية الزراعية أو الأنظمة الطبيعية الأساسية أو من خلال اللجوء إلى الاستعمال المقصود للعوامل البيولوجية في الحرب البيولوجية أو هجمات الإرهاب البيولوجي. يمكن أن تكون هذه العوامل الممرضة معدلة وراثيًا بصورة متعمدة أو عن غير قصد بهدف تغيير الفوعة وعدد من الصفات الأخرى. فعلى سبيل المثال، استطاعت مجموعة من الباحثين الأستراليين تغيير صفات فيروس جدري الفئران من غير قصد أثناء محاولتهم تطوير فيروس لتعقيم القوارض. وهكذا أصبح الفيروس الجديد المعدل وراثيًا شديد الفتك حتى في الفئران المطعمة وتلك المتمتعة بمقاومة طبيعية. من المرجح أن تغدو الوسائل التقنية المستعملة في تعديل الخصائص الفيروسية أكثر توافرًا في المستقبل في حال لم يخضع هذا الأمر للتنظيم بصورة سليمة.
يمكن أن تتسبب الأسلحة البيولوجية في انقراض البشر سواء أكانت مستعملة في الحروب أو بقصد الإرهاب. تعد التطبيقات الإرهابية للتقانات الحيوية نادرة الحدوث من الناحية التاريخية. هذا ولا يُعرف إلى أي حد يمكن إرجاع ذلك إلى وجود نقص في الإمكانيات أو الدوافع. من ناحية أخرى، يُتوقع تنامي الخطر الذي سوف تشكله العوامل المرضية الجديدة المعدلة وراثيًا في المستقبل نظرًا إلى التطور الحالي إذ شهد قطاع التقانات الحيوية نموًا أسيًا. توقع الباحثان نون وشيبا أن يؤدي ذلك إلى قفزات كبيرة في القدرات التقنية الحيوية خلال العقود القليلة القادمة معتبران أن مخاطر اندلاع حرب بيولوجية وإرهاب بيولوجي تختلف عن التهديدات النووية والكيميائية، ويرجع السبب في ذلك إلى إمكانية إنتاج العوامل المرضية البيولوجية بكميات هائلة فضلًا عن صعوبة التحكم بإنتاجها (ولا سيما بعدما أصبحت القدرات التقنية متاحة في متناول الأفراد). قدر معهد مستقبل البشرية في مسحٍ أجراه في عام 2008 احتمال انقراض البشرية جراء جوائح مفتعلة بحلول عام 2100 بنسبة 2%.
اقترح نون وشيبا ثلاث فئات من التدابير الرامية للحد من مخاطر التقانات الحيوية والجوائح الطبيعية وهي تنظيم أو منع الأبحاث التي تنطوي على أخطار محتملة وتحسين قدرات التعرف على الأوبئة وتطوير منشآت للتخفيف من تفشي الأمراض (مثل اعتماد لقاحات أفضل و/أو توزيعها على نطاق أوسع).

### الأسلحة الكيميائية
في حين يمكن للحرب الكيميائية التسبب بالعديد من الكوارث المحلية فمن غير المرجح أن تؤدي إلى نشوب كارثة عالمية، وذلك على النقيض من الأسلحة النووية والبيولوجية.

### الهجمات السيبرانية
تتمتع الهجمات السيبرانية بالقدرة على تدمير كل شيء بدءًا من البيانات الشخصية ووصولًا إلى الشبكات الكهربائية. تعتقد المؤسِّسة المشاركة والرئيسة السابقة لمعهد فورسايت كريستين بيترسون أن الهجمات السيبرانية على الشبكات الكهربائية قادرة على التسبب بأخطار كارثية. أشارت بيترسون إلى التقاعس عن تنفيذ الإجراءات اللازمة لتخفيف هذه المخاطر واستغراق جهود التخفيف لعقود عدة من إعادة التهيئة.

### الكوارث البيئية
يمكن أن تحدث الكوارث البيئية أو الإيكولوجية على غرار ضياع المحاصيل وانهيار خدمات النظام البيئي على إثر النزعات الحالية المرتبطة بالاكتظاظ السكاني والتنمية الاقتصادية والزراعة غير المستدامة. تشمل معظم السيناريوهات البيئية واحدًا أو أكثر مما يلي: الانقراض الهولوسيني أو ندرة المياه التي يمكن أن تؤدي إلى حرمان ما يقرب من نصف سكان العالم من المياه الآمنة الصالحة للشرب أو تراجع عدد المؤبرات أو الإفراط في صيد الأسماك أو إزالة الغابات على نطاقٍ واسع أو التصحر أو التغير المناخي أو حلقات تلوث المياه الضخمة.
ذكر تقرير نشرته دورية لانسيت في شهر أكتوبر من عام 2017 أن الهواء والمياه والتربة السامة كانت بمجموعها مسؤولة عن وفاة تسعة ملايين شخص في جميع أنحاء العالم خلال عام 2015. كان تلوث الهواء مرتبطًا بهذه الوفيات على نحوٍ خاص، وذلك من خلال دوره في زيادة قابلية الإصابة بالأمراض غير المعدية مثل مرض القلب والسكتة الدماغية وسرطان الرئة.